# Gypsophila oblanceolata
Gypsophila oblanceolata är en nejlikväxtart som beskrevs av Youssef Ibrahim Barkoudah. Gypsophila oblanceolata ingår i släktet slöjor, och familjen nejlikväxter. Inga underarter finns listade i Catalogue of Life.